# Инјективно пресликавање
У математици, инјективно пресликавање или инјективна функција је функција која различите аргументе пресликава у различите вредности. Прецизније речено, за функцију f се каже да је инјективна ако пресликава свако различито  из свог домена у различито  из свог кодомена, тако да f(x)&nbsp;=&nbsp;y. 
Другим речима, f је инјективна ако f(a)&nbsp;=&nbsp;f(b) имплицира a = b (или a ≠  имплицира f(a)&nbsp;&ne;&nbsp;f(b)), за свако a, b унутар домена.
Инјективна функција се назива инјекцијом (неправилно ињекцијом, инекцијом), или 1-1 (један-један) функцијом, и каже се да она чува информације

## Примери и контрапримери
- За сваки скуп X, функција идентитета на X је инјекција.
- Функција  дефинисана као f(x)&nbsp;= 2x&nbsp;+&nbsp;1 је инјекција.
- Функција  дефинисана као  није инјективна, јер (на пример) g(1)&nbsp;= 1&nbsp;= g(&minus;1). Међутим, ако се g редефинише тако да њен домен буде скуп ненегативних реалних бројева [0,+∞), тада је  инјекција.
- Експоненцијална функција {\displaystyle \exp :\mathbf {R} \to \mathbf {R} ^{+}:x\mapsto \mathrm {e} ^{x}} је инјекција.
- Природни логаритам {\displaystyle \ln :(0,+\infty )\to \mathbf {R} :x\mapsto \ln {x}} је инјективна функција.
- Функција  дефинисана као {\displaystyle g(x)=x^{3}-x} није инјективна, јер на пример, g(0) = g(1).

Општије речено, када су X и Y скупови реалних бројева, R, тада је инјективна она функција f&nbsp;:&nbsp;R&nbsp;&rarr;&nbsp;R чији график ниједна хоризонтална права не пресеца више од једанпут.

## Инјекције су инвертибилне
Још једна дефиниција инјективне функције је да је то функција чији ефекат може да се поништи. Прецизније, f&nbsp;:&nbsp;X&nbsp;&rarr;&nbsp;Y је инјективна ако постоји функција g&nbsp;:&nbsp;Y&nbsp;&rarr;&nbsp;X, таква да g(f(x)) = x за свако x из ´ X; то јест,  је једнако функцији идентитета на .
Треба имати у виду да g не мора бити комплетни инверз од f, јер композиција у другом редоследу, , не мора бити функција идентитета на .
Да би се инјективна функција f&nbsp;:&nbsp;X&nbsp;&rarr;&nbsp;Y претворила у бијективну (и стога инвертибилну) функцију, довољно је да се њен кодомен Y замени њеним опсегом J = f(X). То јест, нека је g&nbsp;:&nbsp;X&nbsp;&rarr;&nbsp;J такво да g(x) = f(x) за свако x из X; тада је g бијекција. Заиста, f може вити факторисана као , где је  инклузиона функција из J у Y.

## Остала својства
- Ако су f и g инјективне, тада је и  инјекција.

- Ако је  инјекција, тада је и  инјекција (али g не мора да буде).
- је инјекција ако и само ако за било које функције g, h&nbsp;:&nbsp;W&nbsp;&rarr;&nbsp;X, кад год је , тада g&nbsp;=&nbsp;h.
- Ако је  инјекција, и A је подскуп од X, тада је . Стога A може да се добије назад из своје слике f(A).
- Ако је  инјекција, и A и B су подскупови X, тада је f(A&nbsp;&cap;&nbsp;B)&nbsp;= f(A)&nbsp;&cap;&nbsp;f(B).
- Свака функција h&nbsp;:&nbsp;W&nbsp;&rarr;&nbsp;Y може да се декомпонује у  за одговарајућу инјекцију f и сурјекцију g. Ова декомпозиција је јединствена до на изоморфизам, и f се може посматрати као инклузиона функција опсега h(W) од h као подскупа кодомена Y од h.
- Ако је f&nbsp;:&nbsp;X&nbsp;&rarr;&nbsp;Y инјективна функција, тада Y има најмање онолико елемената колико има X, у смислу кардиналности.
- Ако су X и Y коначни скупови са истим бројем елемената, тада је  инјекција ако и само ако је f сурјекција.